# Св. св. Константин и Елена (Месимери)
Вижте пояснителната страница за други значения на Свети Георги.
„Св. св. Константин и Елена“ (на гръцки: Κωνσταντίνου και Ελένης) е възрожденска православна църква в село Месимери, част от Касандрийската епархия на Вселенската патриаршия.
Църквата е построена в северната част на селото в късния османски период върху средновековен археологически обект, известен като Тумба Свети Константин и Елена. Старото ѝ име е „Свети Николай“. Представлява малка трикорабна базилика. В 1993 година църквата е обявена за паметник на културата, заедно с археологическия обект.